# Hilfikon
Hilfikon (schweizertyska: Hilfike) är en ort i kommunen Villmergen i kantonen Aargau, Schweiz. Orten var före den 1 januari 2010 en egen kommun, men inkorporerades då in i kommunen Villmergen.